# Cléverson Gabriel Córdova
Cléverson Gabriel Córdova, bekannt als Cléo (serbisch-kyrillisch Клеверсон Габријел Кордова Kleverson Gabrijel Kordova, * 9. August 1985 in Guarapuava) ist ein ehemaliger Fußballspieler mit  brasilianischer und serbische Staatsangehörigkeit. Der Stürmer spielte unter anderem für Athletico Paranaense, Roter Stern und FK Partizan Belgrad. Bei Partizan war er Teil der Meistermannschaften von 2010 und 2011. 2011 und 2012 wurde er mit Guangzhou Evergrande Chinesischer Meister, 2012 zudem Pokalsieger.

## Karriere
Cléo spielte ursprünglich in seiner Heimatstadt bei Associação Atlética Batel Futsal, ehe er seine professionelle Laufbahn beim unterklassigen Verein EC Comercial (PR) in Ribeirão Preto begann. 2004 transferierte er zum portugiesischen Drittligisten CD Olivais e Moscavide in Loures im Großraum Lissabons. Er hatte allerdings Probleme in Portugal eine Arbeitsberechtigung zu erhalten und bestritt so nur 13 Spiele für den Verein, in denen er sieben Tore erzielte.
Roter Stern lieh Cléo in der Saison 2008/09 aus, wollte die geforderte Ablösesumme am Ende der Spielzeit jedoch aus finanziellen Gründen nicht zahlen, um den Spieler dauerhaft an den Verein zu binden. Stattdessen ergriff der Stadtrivale Partizan die Chance und verpflichtete ihn für vier Jahre. Trotz des Umstands, dass Cléo zuvor für den Roten Stern spielte, was zuletzt vor 20 Jahren mit dem Transfer Goran Milojevićs' geschehen war, avancierte er zum Publikumsliebling der Fans. Bei Partizan trug er mit 14 Toren in 27 Spielen zur Meisterschaft von 2010 bei. Bei der erfolgreichen Qualifikation Partizans für die Gruppenphase der Champions League 2010/11 erzielte er 8 Treffer. Zur erfolgreichen Verteidigung der Meisterschaft trug er noch mit 8 Toren in 14 Partien bei.
In Serbien wurde über eine Einbürgerung Cléos diskutiert, der dadurch für die serbische Nationalmannschaft spielberechtigt gewesen wäre. Der serbische Fußball-Bund genehmigte im Falle der Einbürgerung die Spielberechtigung.
2011 wechselte er für eine Ablösesumme von 3,2 Millionen Euro, seinerzeit chinesischer Rekord, nach China zu Guangzhou Evergrande, wo er noch im selben Jahr Meister wurde. 2012 konnte er mit Guangzhou den Meistertitel verteidigen und zudem den Pokal gewinnen. Im Jahr 2013 wurde er für eine Spielzeit an Kashiwa Reysol nach Japan ausgeliehen.
Anfang 2014 wurde Cléos Vertrag in China nicht verlängert. Er war einige Monate ohne Verein, ehe er im Mai 2014 zu Athletico Paranaense zurückkehrte. War er dort in der Saison 2014 noch Stammspieler, kam er in der Spielzeit 2015 nur noch auf acht Einsätze. Er verließ den Verein Anfang 2016 zu Goiás EC in die Série B. Hier konnte er nicht an frühere Erfolge anknüpfen. Cléo wechselte Mitte 2017 zu CD Cova da Piedade in die zweite portugiesische Liga. Hier wurde er wieder zur Stammkraft und erzielte elf Tore. Im Sommer 2017 holte ihn Qingdao Huanghai erneut nach China. Hier konnte er 2019 die China League One gewinnen und mit dem Klub den Aufstieg in die Super League feiern. Ende September 2020 gab Qingdao das Ende von Cléo bei dem Klub bekannt.

## Erfolge
Partizan Belgrad
- Serbischer Meister: 2009/10, 2010/11

Guangzhou Evergrande
- Chinesischer Meister: 2011, 2012
- Chinesischer Pokalsieger: 2012

Qingdao Huanghai
- China League One: 2019